# Liste der Kantone im Département Haute-Vienne
Das Département Haute-Vienne liegt in der Region Nouvelle-Aquitaine in Frankreich. Es untergliedert sich in drei Arrondissements und hat 21 Wahlkreise (Kantone, französisch cantons).
Siehe auch: Liste der Gemeinden im Département Haute-Vienne

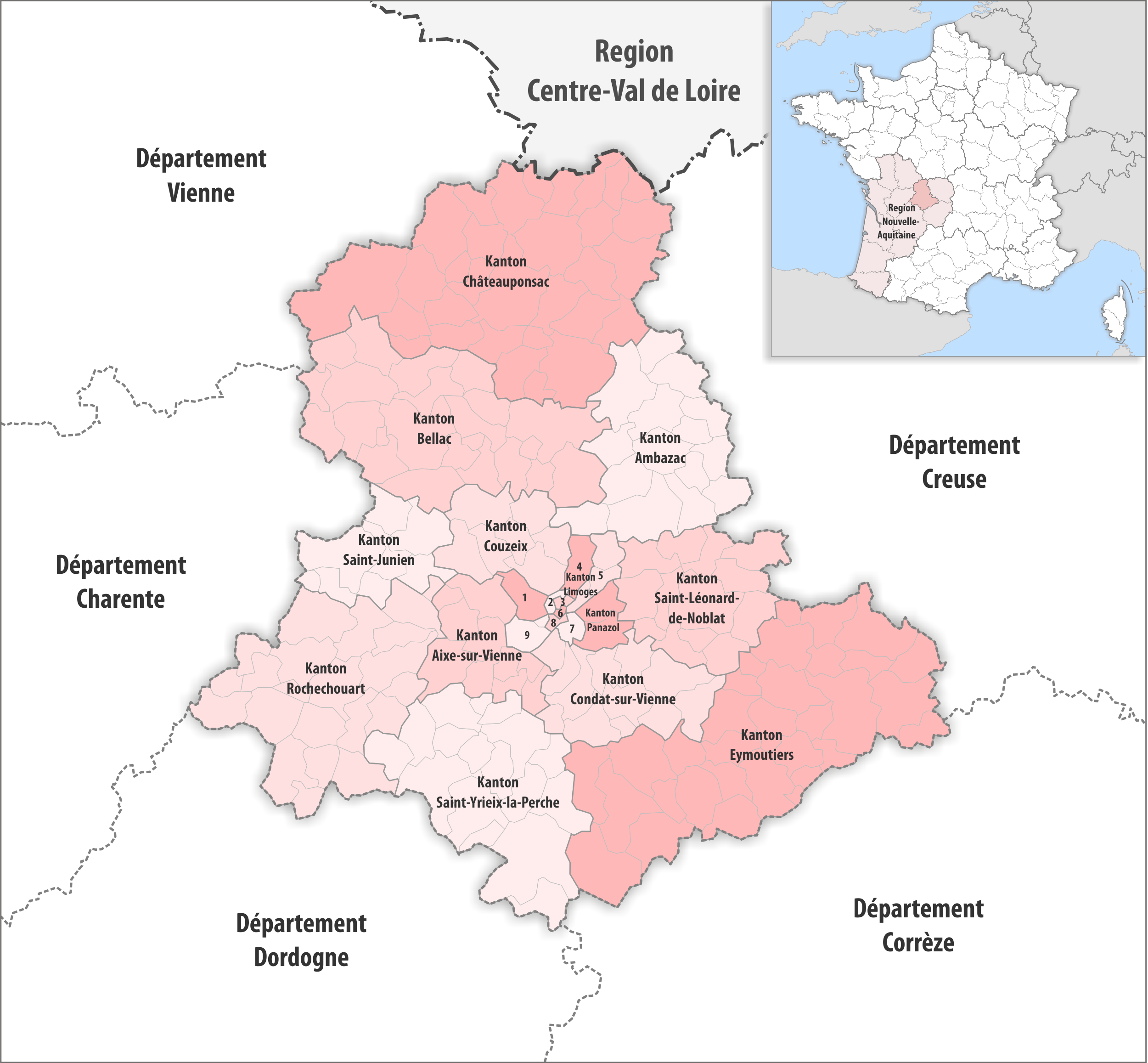
Gemeinden und Kantone im Département Haute-Vienne

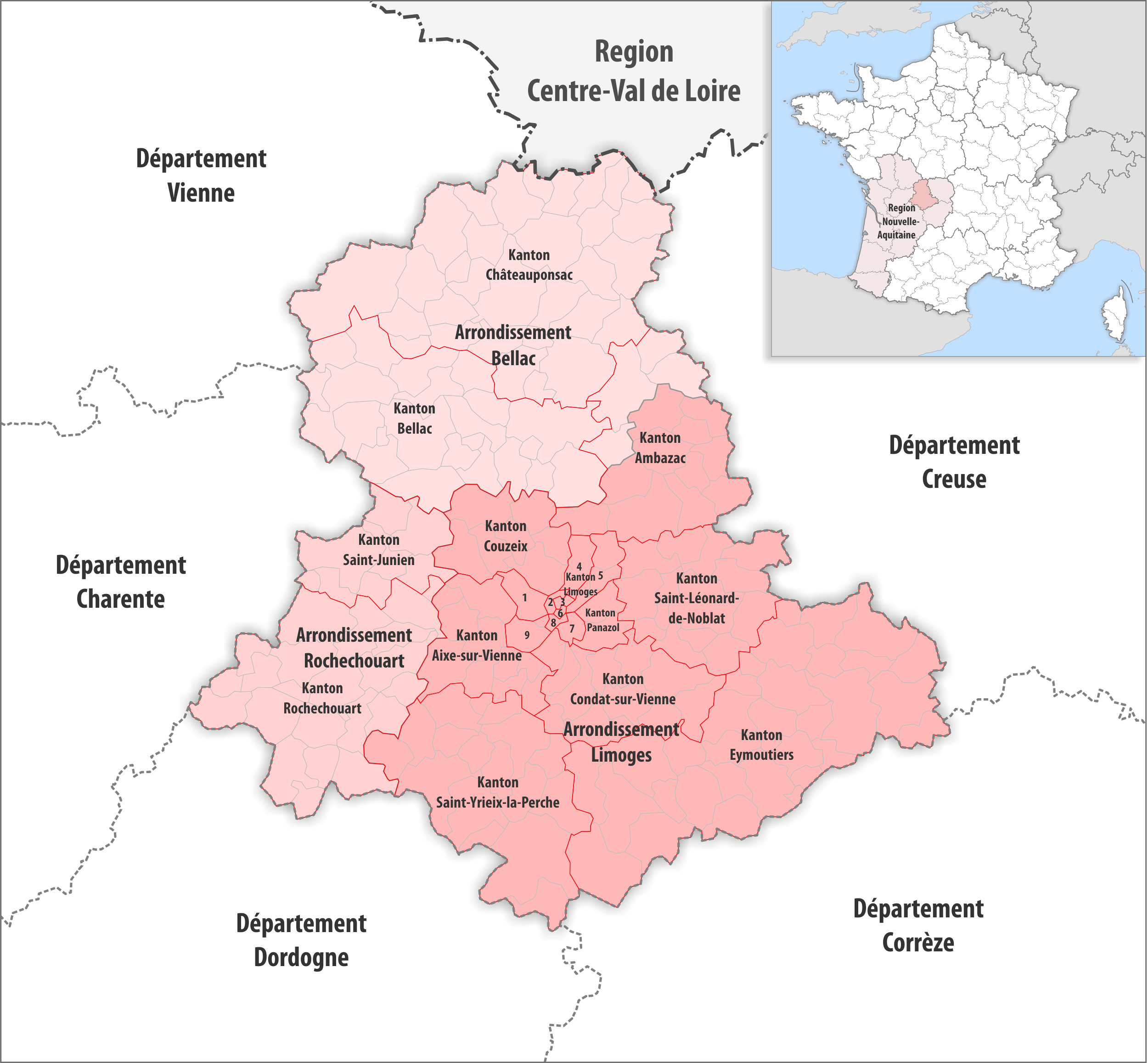
Gemeinden, Arrondissemente und Kantone im Département Haute-Vienne

| Kanton                   | Gemeinden | Einwohner 1. Januar 2022 | Fläche km² | Dichte Einw./km² | Code INSEE | Arrondissement(e) |
| ------------------------ | --------- | ------------------------ | ---------- | ---------------- | ---------- | ----------------- |
| Aixe-sur-Vienne          | 10        | 21.245                   | 191,84     | 111              | 8701       | Limoges           |
| Ambazac                  | 15        | 17.488                   | 433,04     | 40               | 8702       | Bellac, Limoges   |
| Bellac                   | 22        | 16.859                   | 644,87     | 26               | 8703       | Bellac            |
| Châteauponsac            | 31        | 16.145                   | 1.001,66   | 16               | 8704       | Bellac            |
| Condat-sur-Vienne        | 12        | 19.395                   | 266,75     | 73               | 8705       | Limoges           |
| Couzeix                  | 7         | 21.057                   | 184,64     | 114              | 8706       | Limoges           |
| Eymoutiers               | 32        | 19.511                   | 975,63     | 20               | 8707       | Limoges           |
| Limoges-1                | 1⁄9       | 18.999                   | 24,74      | 768              | 8708       | Limoges           |
| Limoges-2                | 1⁄9       | 15.306                   | 4,41       | 3.471            | 8709       | Limoges           |
| Limoges-3                | 1⁄9       | 16.210                   | 3,07       | 5.280            | 8710       | Limoges           |
| Limoges-4                | 1⁄9       | 15.913                   | 23,51      | 677              | 8711       | Limoges           |
| Limoges-5                | 2 1⁄9     | 18.410                   | 33,28      | 553              | 8712       | Limoges           |
| Limoges-6                | 1⁄9       | 17.555                   | 1,85       | 9.489            | 8713       | Limoges           |
| Limoges-7                | 1⁄9       | 13.498                   | 10,78      | 1.252            | 8714       | Limoges           |
| Limoges-8                | 1⁄9       | 15.642                   | 3,51       | 4.456            | 8715       | Limoges           |
| Limoges-9                | 1 ⁄9      | 16.730                   | 20,81      | 804              | 8716       | Limoges           |
| Panazol                  | 2         | 17.381                   | 44,79      | 388              | 8717       | Limoges           |
| Rochechouart             | 22        | 17.060                   | 597,21     | 29               | 8718       | Rochechouart      |
| Saint-Junien             | 8         | 20.665                   | 198,22     | 104              | 8719       | Rochechouart      |
| Saint-Léonard-de-Noblat  | 13        | 16.555                   | 325,88     | 51               | 8720       | Limoges           |
| Saint-Yrieix-la-Perche   | 17        | 20.814                   | 529,64     | 39               | 8721       | Limoges           |
| Département Haute-Vienne | 195       | 372.438                  | 5.520,13   | 67               | 87         | –                 |

## Liste ehemaliger Kantone
Bis zum Neuzuschnitt der französischen Kantone im März 2015 war das Département Haute-Vienne wie folgt in 42 Kantone unterteilt:
| Arrondissement | Kantone |
| -------------- | --- |
| Bellac         | Bellac, Bessines-sur-Gartempe, Châteauponsac, Le Dorat, Magnac-Laval, Mézières-sur-Issoire, Nantiat, Saint-Sulpice-les-Feuilles |
| Limoges        | Aixe-sur-Vienne, Ambazac, Châlus, Châteauneuf-la-Forêt, Eymoutiers, Laurière, Limoges-Beaupuy, Limoges-Carnot, Limoges-Centre, Limoges-Cité, Limoges-Condat, Limoges-Corgnac, Limoges-Couzeix, Limoges-Émailleurs, Limoges-Grand-Treuil, Limoges-Isle, Limoges-La Bastide, Limoges-Landouge, Limoges-Le Palais, Limoges-Panazol, Limoges-Puy-las-Rodas, Limoges-Vigenal, Nexon, Nieul, Pierre-Buffière, Saint-Germain-les-Belles, Saint-Léonard-de-Noblat, Saint-Yrieix-la-Perche |
| Rochechouart   | Oradour-sur-Vayres, Rochechouart, Saint-Junien-Est, Saint-Junien-Ouest, Saint-Laurent-sur-Gorre, Saint-Mathieu |